# Виконт Малверн
Виконт Малверн из Родезии и Бексли в графстве Кент — наследственный титул в системе Пэрства Соединённого королевства. Он был создан 18 марта 1955 года для сэра Годфри Хаггинса (1883—1971), премьер-министра Южной Родезии (1933—1953) и первого премьер-министра Федерации Родезии и Ньясаленда (1953—1956). С 1978 года обладателем титула является его внук, Эшли Кевин Годфри Хаггинс, 3-й виконт Малверн (род. 1949), который сменил своего отца.

## Виконты Малверн (1955)
- 1955—1971: Годфри Мартин Хаггинс, 1-й виконт Малверн (6 июля 1883 — 8 мая 1971), старший сын Годфри Хаггинса (1855—1937);
- 1971—1978: Джон Годфри Хаггинс, 2-й виконт Малверн (26 октября 1922 — 28 августа 1978), старший сын предыдущего;
- 1978 — настоящее время: Эшли Кевин Годфри Хаггинс, 3-й виконт Малверн (род. 26 октября 1949), второй сын предыдущего;
  - Наследник: достопочтенный Мартин Джеймс Хаггинс (род. 13 января 1928), дядя предыдущего.